# Tudo sobre Drogas
Tudo sobre Drogas foi uma coleção publicada no Brasil pela Nova Cultural em 1986, sendo composta por 30 volumes de capa dura preta contendo cerca de 80 páginas cada um, abrangendo diversos tópicos sobre drogas e seu impacto na sociedade. Diversos autores foram responsáveis pelo texto dos volumes, todos professores de universidades renomadas.
| Número | Primeira edição ???? capa dura preta 19 X 25 cm | Autor |
| ------ | ----------------------------------------------- | ----- |
| 01     | Cocaína                                         |       |
| 02     | Maconha                                         |       |
| 03     | Personalidade do Viciado                        |       |
| 04     | Ansiedade e Stress                              |       |
| 05     | Heroína                                         |       |
| 06     | LSD                                             |       |
| 07     | Famosos e Drogados                              |       |
| 08     | Alcoolismo                                      |       |
| 09     | Crime e Violência                               |       |
| 10     | Flores Alucinógenas                             |       |
| 11     | Riscos para a Mulher                            |       |
| 12     | Cafeína                                         |       |
| 13     | Nicotina                                        |       |
| 14     | Tranqüilizantes                                 |       |
| 15     | O Drama da Família                              |       |
| 16     | Anfetaminas                                     |       |
| 17     | Cogumelos Psicoldélicos                         |       |
| 18     | Barbitúricos                                    |       |
| 19     | Emoções Perigosas                               |       |
| 20     | Inalantes                                       |       |
| 21     | Combate à Dor                                   |       |
| 22     | Insônia                                         |       |
| 23     | Depoimentos de Viciados                         |       |
| 24     | Dietas                                          |       |
| 25     | Na Rota do Vício                                |       |
| 26     | Efeitos no Cérebro                              |       |
| 27     | Comportamento Sexual                            |       |
| 28     | Emoção e Consciência                            |       |
| 29     | Distúrbios Mentais                              |       |
| 30     | O Futuro                                        |       |